# 霍普山

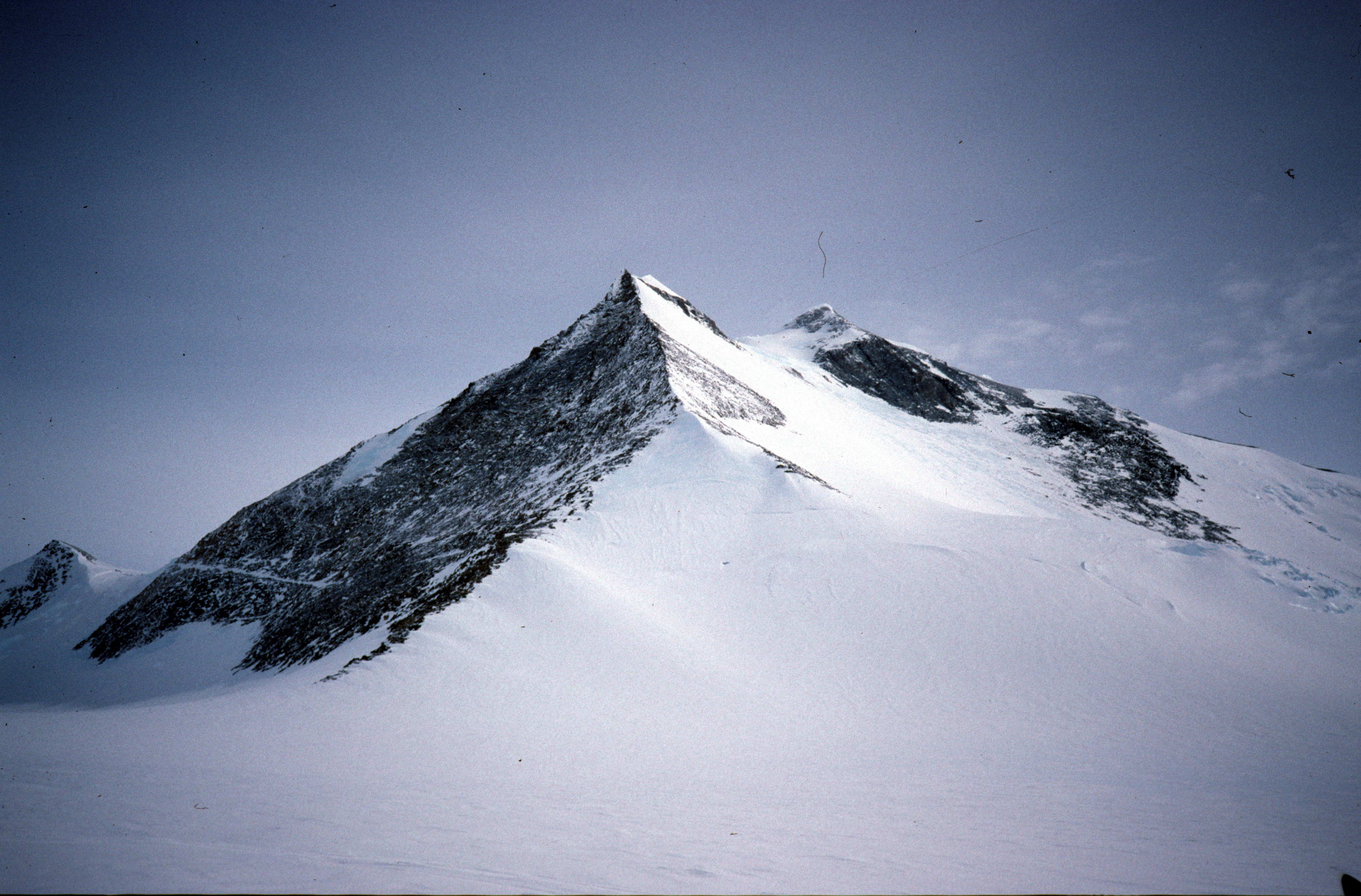

霍普山是南極洲的山峰，位於帕爾默地，屬於伊特尼蒂山脈的一部分，海拔高度2,860米，由美國的探險家命名，現時由南極條約體系管理。